# Ли Мао (футболист)
Ли Мао (кит. 李茂; 2 ноября 1992, Хуалянь, Тайвань) — тайваньский футболист, полузащитник клуба «Тайчжун Футуро» и сборной Тайваня.

## Биография

### Клубная карьера
В высшей лиге чемпионата Тайваня выступал с 2011 года, начинал игровую карьеру в команде «Тайваньского национального университета спорта», где провёл 6 лет. В 2018 году выступал за клуб «Тайпауэр», а в 2019 году перешёл в «Тайчжун Футуро».

### Карьера в сборной
Дебютировал за сборную Тайваня 11 октября 2013 года в товарищеском матче со сборной Филиппин, в котором открыл счёт на 14-й минуте матча и был заменён на 75-й.
В составе сборной Тайваня Ли Мао принимал участие в двух отборочных турнирах чемпионата Восточной Азии в 2015 и 2019 годах и двух отборочных турнирах чемпионатов мира 2018 и 2022 года.